# Oomorphus concolor
Oomorphus concolor är en skalbaggsart som först beskrevs av Sturm 1807.  Oomorphus concolor ingår i släktet Oomorphus, och familjen bladbaggar. Enligt den svenska rödlistan är arten nära hotad i Sverige. Arten förekommer i Götaland och Öland. Artens livsmiljö är skogslandskap.

## Bildgalleri

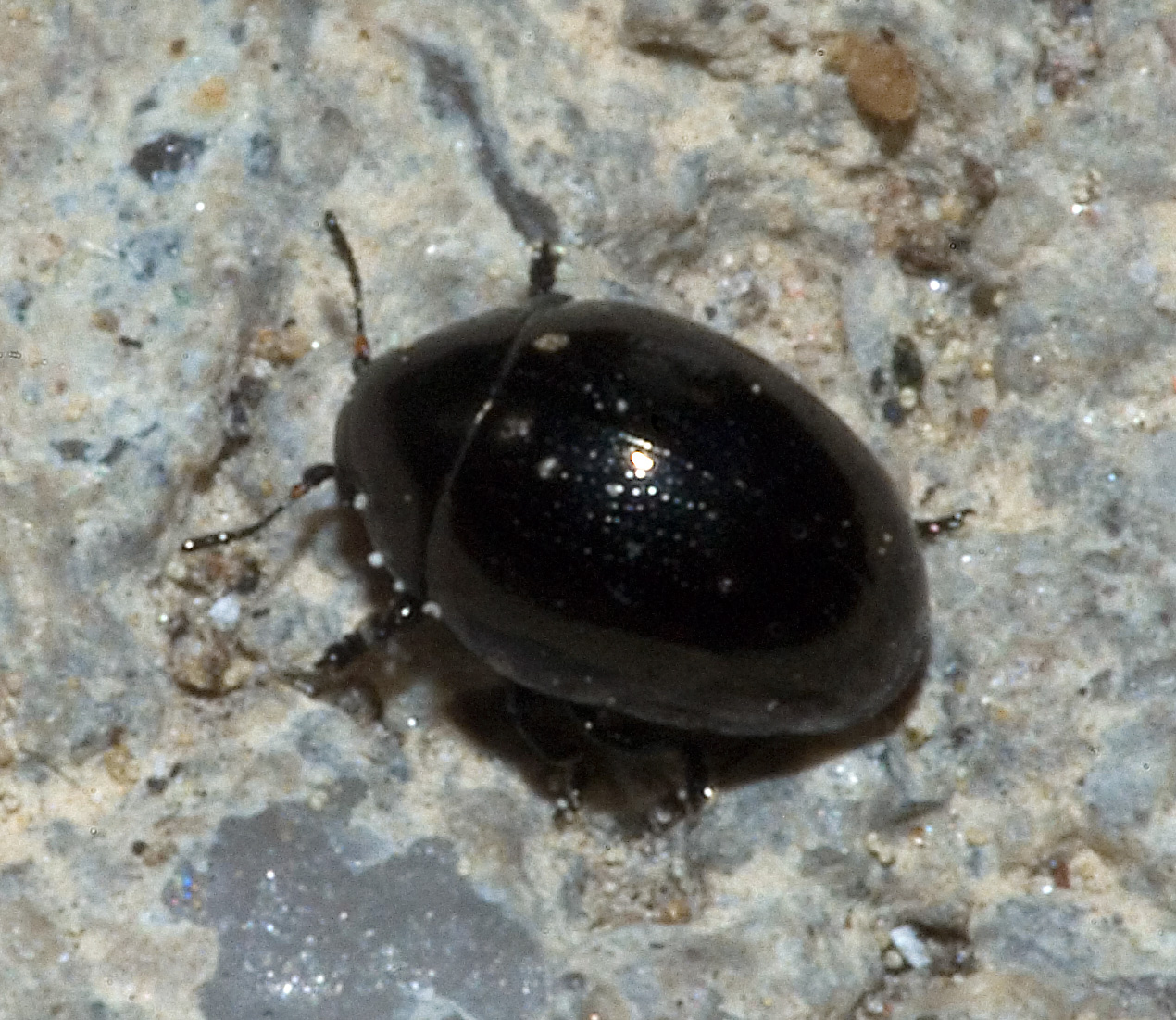
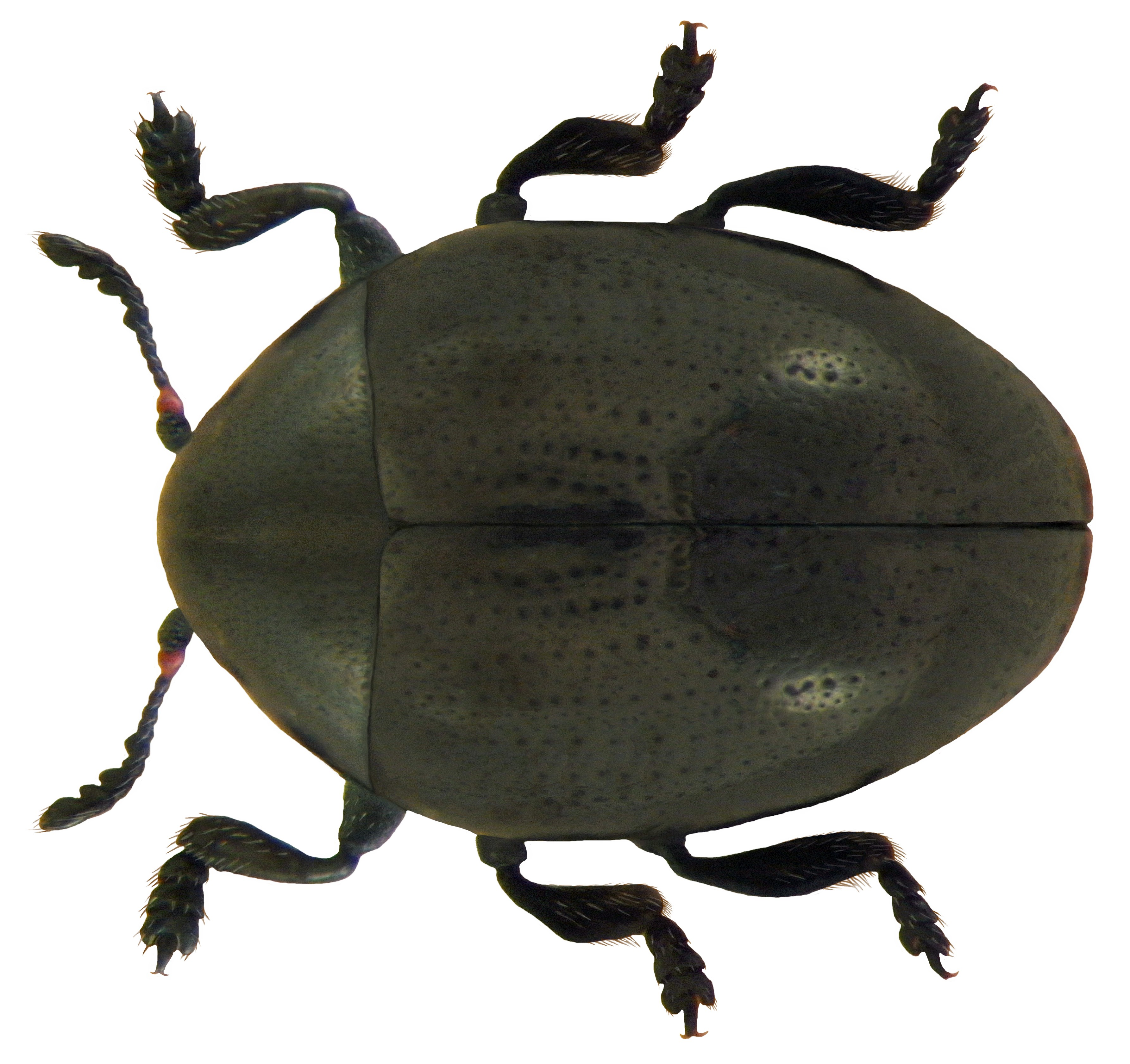
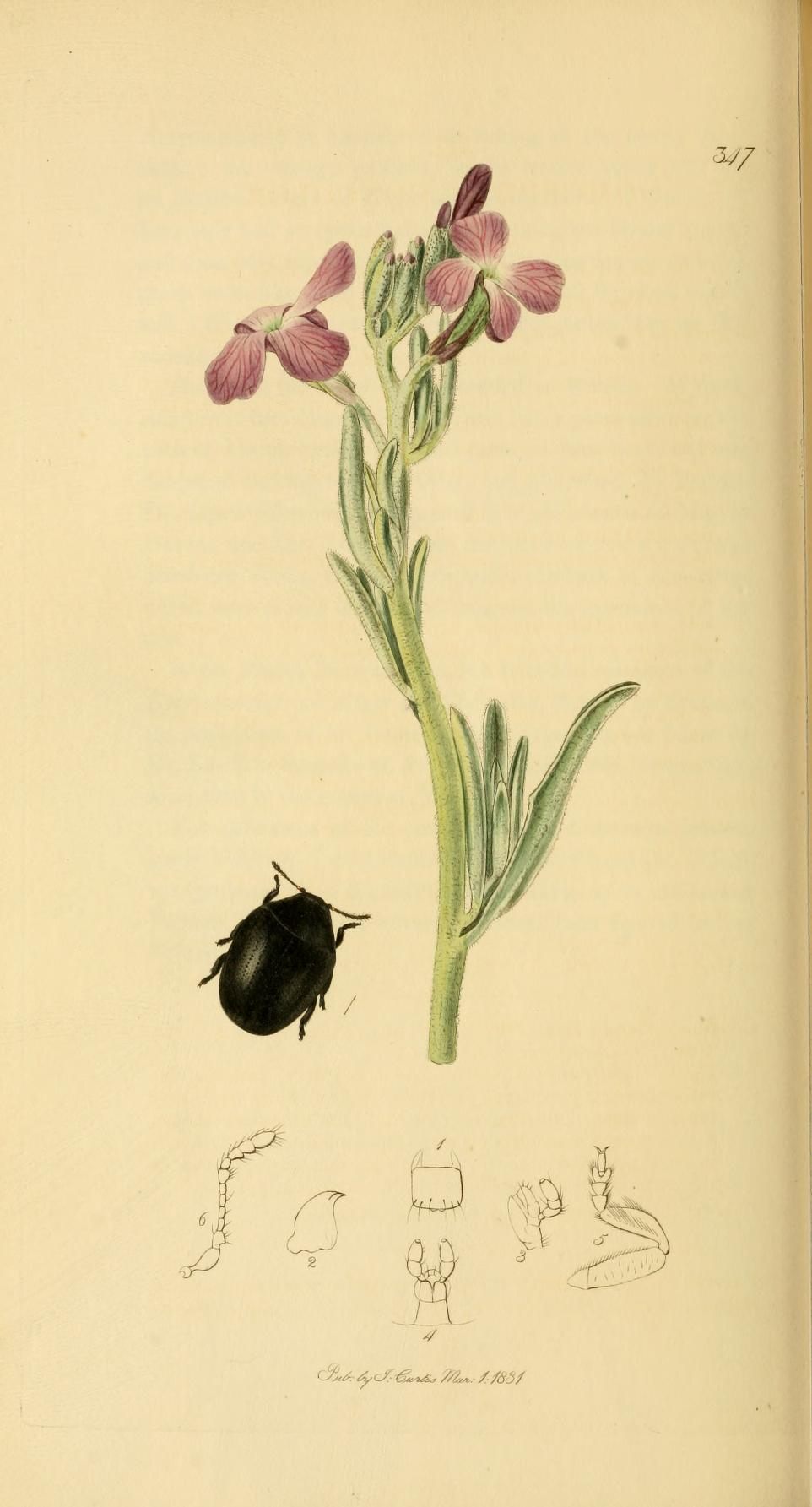
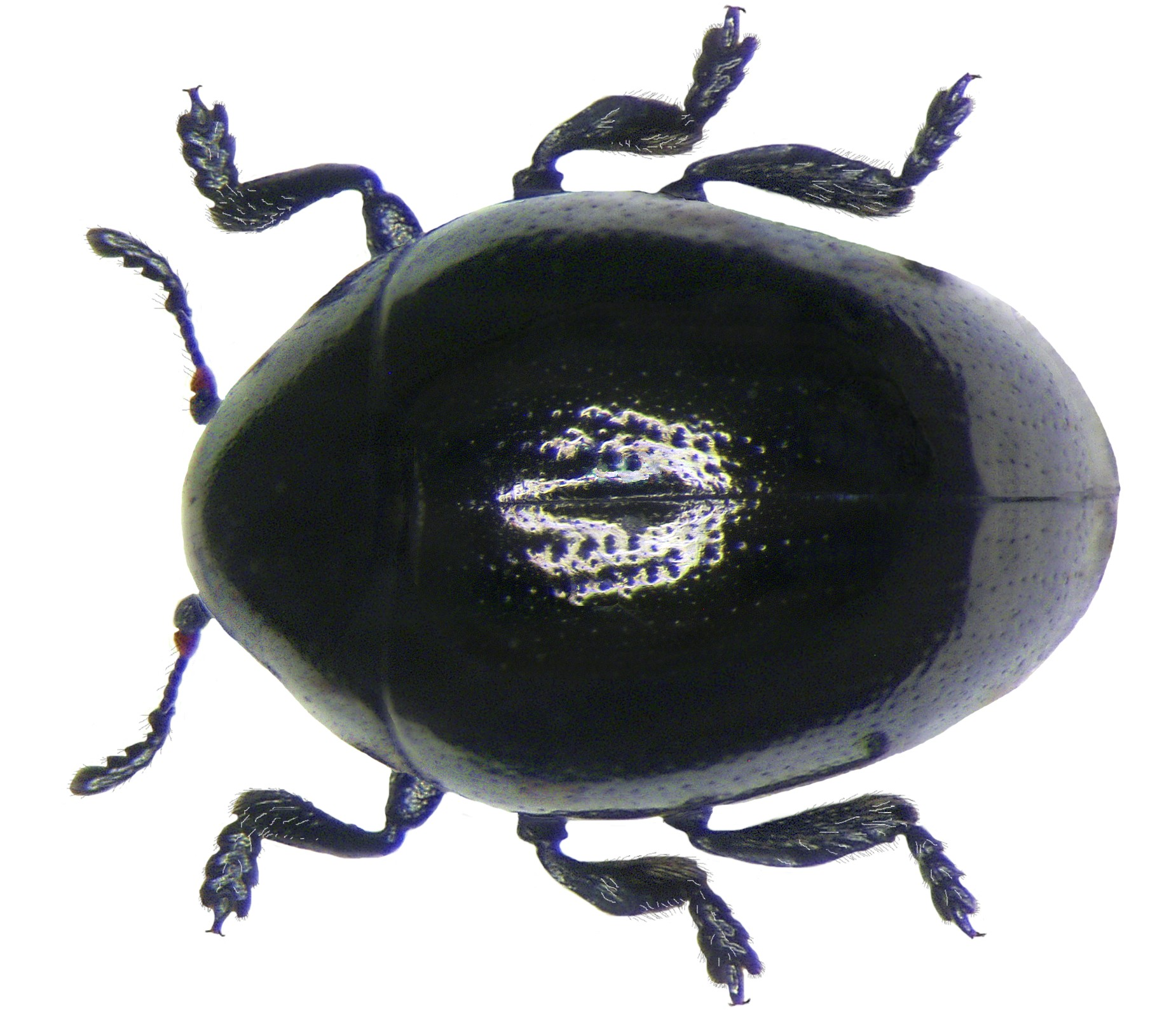
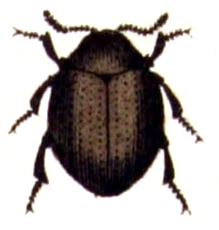